# Brachynotocoris puncticornis
Brachynotocoris puncticornis är en insektsart som beskrevs av Reuter 1880. Brachynotocoris puncticornis ingår i släktet Brachynotocoris och familjen ängsskinnbaggar. Inga underarter finns listade i Catalogue of Life.